# Хазов, Андрей Юрьевич
Андрей Юрьевич Хазов (род. 28 февраля 1971, Свердловск) — советский, российский хоккеист, нападающий. Тренер, функционер.

## Биография
Воспитанник свердловской школы «Спартаковец», тренеры В. Кузьминых, Владимир Войнов и Герман Чумачек. В сезоне 1988/89 дебютировал в команде второй лиги «Луч» Свердловск, с которой вышел в первую лигу. В 1990 году провёл один матч за «Автомобилист» в переходном турнире. В сезонах 1990/91 — 1991/92 играл за «Металлург» Серов в первой и второй лигах, следующие четыре сезона отыграл за «Автомобилист» в МХЛ. В сезонах 1996/97 — 1997/98 выступал в РХЛ за ЦСК ВВС Самара, в сезонах 1998/99 — 1999/2000, 2001/02 — 2002/03 — за РТИ.
Главный тренер команды «Динамо-Энергия-2» (2002/03 — 2003/04). Директор ХК «Буревестник». Руководил Фондом возрождения детского хоккея «Автомобилист-21» (2004—2018). Генеральный менеджер (2008—2009), генеральный директор (2009—2011), исполнительный директор (2012—2013), заместитель исполнительного директора по работе с МХЛ (2013—2014) «Автомобилиста» в КХЛ. Директор студенческой хоккейной команды УрФУ «Буревестник» (2011—2012). Начальник команды (2016—2020) и тренер (2020—2022) «Авто». С мая 2023 года — генеральный директор команды ВХЛ «Южный Урал».